# NGC 766
NGC 766 è una vasta galassia ellittica situata nella costellazione dei Pesci, a una distanza di circa 362 milioni di anni luce dalla nostra Via Lattea.

## Scoperta
La galassia è stata scoperta l'8 gennaio 1828 dall'astronomo britannico John Herschel.

## Descrizione
Data la sua luminosità superficiale pari a 14,21, NGC 766 può essere classificata come una galassia a bassa luminosità superficiale (nella letteratura in lingua inglese abbreviata in LSB, acronimo di Low Surface Brightness). Le galassie LSB sono galassie di tipo diffuso (D) con una luminosità superficiale inferiore di almeno una magnitudine a quella del cielo notturno circostante.